# Selbstversorgung

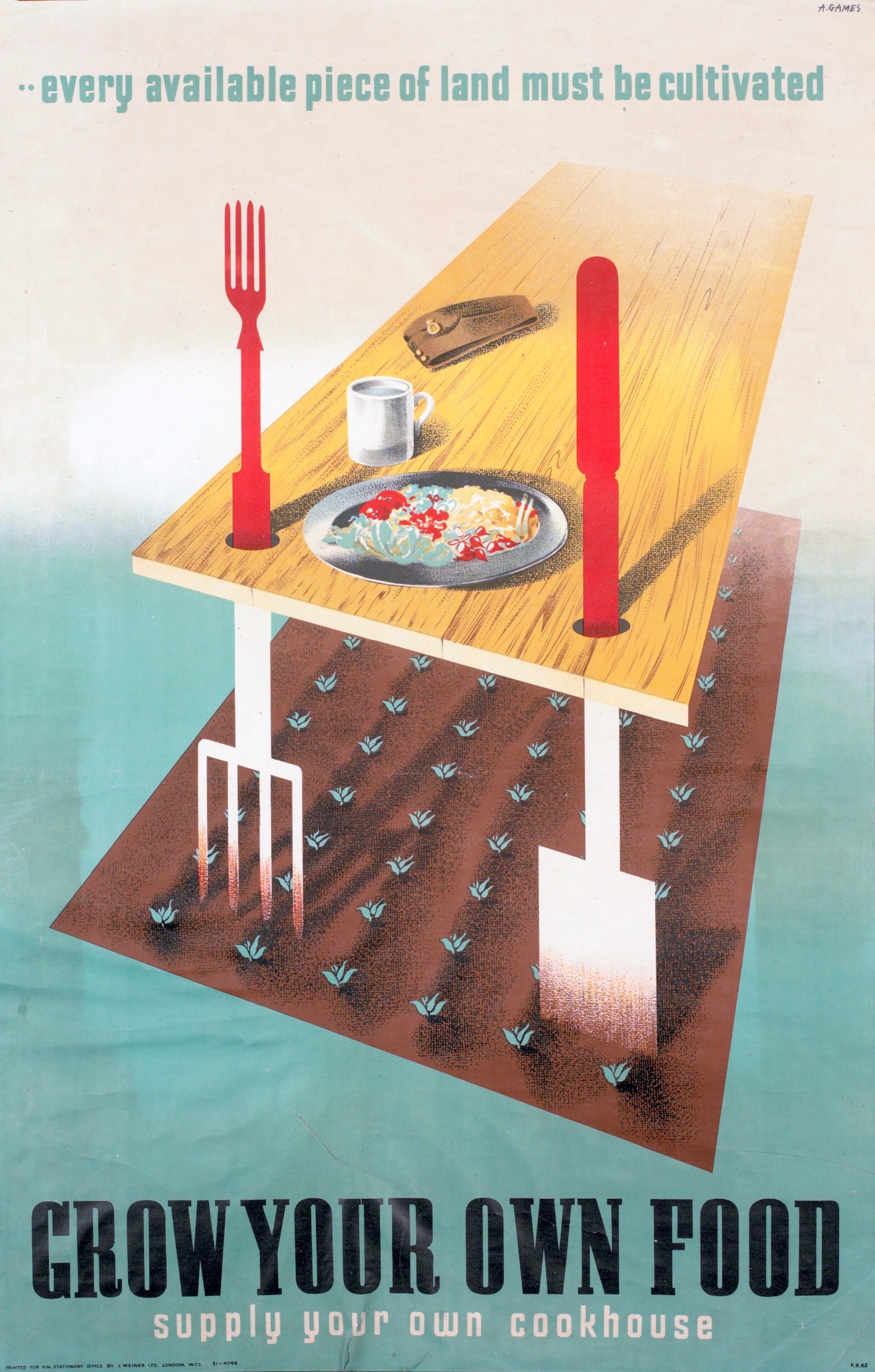
Plakat zur Selbstversorgung in Großbritannien (1942), Grow your own food (deutsch: Baue selbst Essen an)

Um Selbstversorgung (oder Eigenversorgung; englisch self-sufficiency) handelt es sich in der Wirtschaft, wenn Wirtschaftssubjekte ihren Bedarf an Agrarprodukten, Gebrauchsgegenständen, sonstigen Nahrungsmitteln oder Energie aus eigener Produktion vollständig decken können.

## Allgemeines
Selbstversorgung bezeichnet in erster Linie eine autonome – von anderen Personen, Gemeinschaften, Institutionen oder Staaten unabhängige – Lebensführung bzw. Subsistenzweise, bei der Produzenten und Konsumenten identisch sind. In der Alltagspraxis spricht man von Selbstversorgung, wenn sich Menschen materielle Grundlagen des täglichen Lebens (Nahrung, Kleidung, Wohnung usw.) zu einem großen Teil selbst erschaffen und nicht nur auf die im Markt angebotenen Produkte zurückgreifen. Dies betrifft insbesondere den Eigenanbau und die Herstellung von Nahrungsmitteln und deren Konservierung sowie die Produktion von Gebrauchsgegenständen aller Art.
Bei Selbstversorgung im engeren Sinne müssen die Produzenten und Konsumenten eines bestimmten Marktes identisch sein. Im weiteren Sinne bedeutet Selbstversorgung, dass Verbraucher und Unternehmen eines Staates nicht auf Importe angewiesen sind. Je kleiner die Größe eines Wirtschaftssubjektes, umso wahrscheinlicher ist dessen Selbstversorgung. Während sie im Privathaushalt (Privathaushalt mit Strom aus eigenerzeugter Solarenergie) und beim Bauernhof (eigene Agrarproduktion) in Teilgebieten erreichbar sein kann, ist die vollständige Selbstversorgung von Großunternehmen sehr unwahrscheinlich. Die Selbstversorgung mit erneuerbarer Energie war in Deutschland lange Zeit weder machbar noch bezahlbar. Dies gelang in Vergangenheit auf der Ebene eines Privathaushaltes lediglich temporär, da er etwa Solarenergie lediglich im Sommer vollständig für den eigenen Stromverbrauch einsetzen konnte. Mit zunehmender Entwicklung von Batteriespeichertechnologien kann mittlerweile ein höherer Autarkiegrad erreicht werden; bis hin zur Selbstversorgung durch den zusätzlichen Einsatz eines Pellet-BHKWs. Bei Unternehmen kann der Selbstversorgungsgrad auch durch die aktivierte Eigenleistung abgelesen werden.
Sobald mehrere Selbstversorger gezielt interagieren (Produktionsverfahren koordinieren, Güter tauschen, Arbeit teilen u. ä.) spricht man von Subsistenzwirtschaft. Der Begriff Autarkie ist grundsätzlich synonym, wird jedoch eher im Zusammenhang mit der eigenen Güterbedarfsdeckung und wirtschaftlichen Unabhängigkeit ganzer Staaten verwendet.

## Geschichtlicher Ursprung der Selbstversorgung
In vorzeitlichen Kulturen lebten sowohl Jäger und Sammler als auch Ackerbauern und Nomaden bis zum Ende des Neolithikums oder darüber hinaus in Subsistenzwirtschaft; in vielen Regionen der Dritten Welt bildet sie immer noch die hauptsächliche Grundlage des Lebens und Überlebens. Der marginale Tauschhandel betraf vermutlich eher Prestigegüter als den Lebensunterhalt. Während der weiteren Entwicklung der Agrarwirtschaft blieb die Selbstversorgung bis zur Industriellen Revolution immer ein bedeutender ökonomischer Aspekt neben der Marktproduktion und Erwerbsarbeit.
Auch von Seiten der Lebensreformbewegung und von sozialrevolutionären Bewegungen (z. B. der Anarchist Gustav Landauer) in Anknüpfung an Ideen von Leo Tolstoi und Peter Kropotkin (später auch Mahatma Gandhi) wurde die Verfügung über Land und Boden zur selbst bestimmten Produktion von Lebensmitteln gefordert und teilweise in Landkommunen auch umgesetzt (z. B. Eden Gemeinnützige Obstbau-Siedlung).
Der Gartengestalter und Siedlungsplaner Leberecht Migge entwickelte während und nach dem Ersten Weltkrieg das Konzept der Selbstversorgung für jedermann. Dieses Konzept verlangte, dass jeder über ausreichend Gartenland verfügen können müsse, um die für die eigne Ernährung notwendigen Lebensmittel anbauen zu können. Zudem entwickelte er Konzepte zur Kreislaufwirtschaft und zu Anbaumethoden, um die Bodenfruchtbarkeit nachhaltig zu verbessern.
In den 1920er Jahren sind zudem von Siedlungsgenossenschaften und durch staatliche Wohnungsbauförderprogramme der Weimarer Republik sogenannte Selbstversorgersiedlungen mit straßenorientierten Siedlerhäusern auf großen, langgestreckten Gartenparzellen errichtet worden. Diese Siedlungsform knüpft an den Siedlungsgrundriss der Moorkolonien an, entwickelt ihn aber im Sinne einer städtischen Rastererschließung weiter. Ziel dieser Siedlungen war die eigenständige Produktion von Lebensmitteln auf der eigenen Parzelle innerhalb einer (klein)städtischen Siedlungsform.
Gegen Ende und nach dem Zweiten Weltkrieg erlangte die Bezeichnung „Selbstversorger“ in Deutschland eine spezifische Bedeutung in der Lebensmittelbewirtschaftung: Selbstversorger waren in der Regel die Landwirte, die keinen Anspruch auf Lebensmittelkarten hatten. Daneben gab es Teil-Selbstversorger, zum Beispiel Personen, die durch eine Landwirtschaft im Nebenerwerb Zuteilungen nur für solche Waren bekamen, die sie nicht selbst erzeugen konnten. Um die Teil-Selbstversorgung zu fördern, wurden viele Wohnsiedlungen in den 1940er und 1950er Jahren mit großen Nutzgärten angelegt, die heute zum Teil als Baulandreserve für die Nachverdichtung genutzt, teilweise aber auch als Kleingärten erhalten werden sollen.

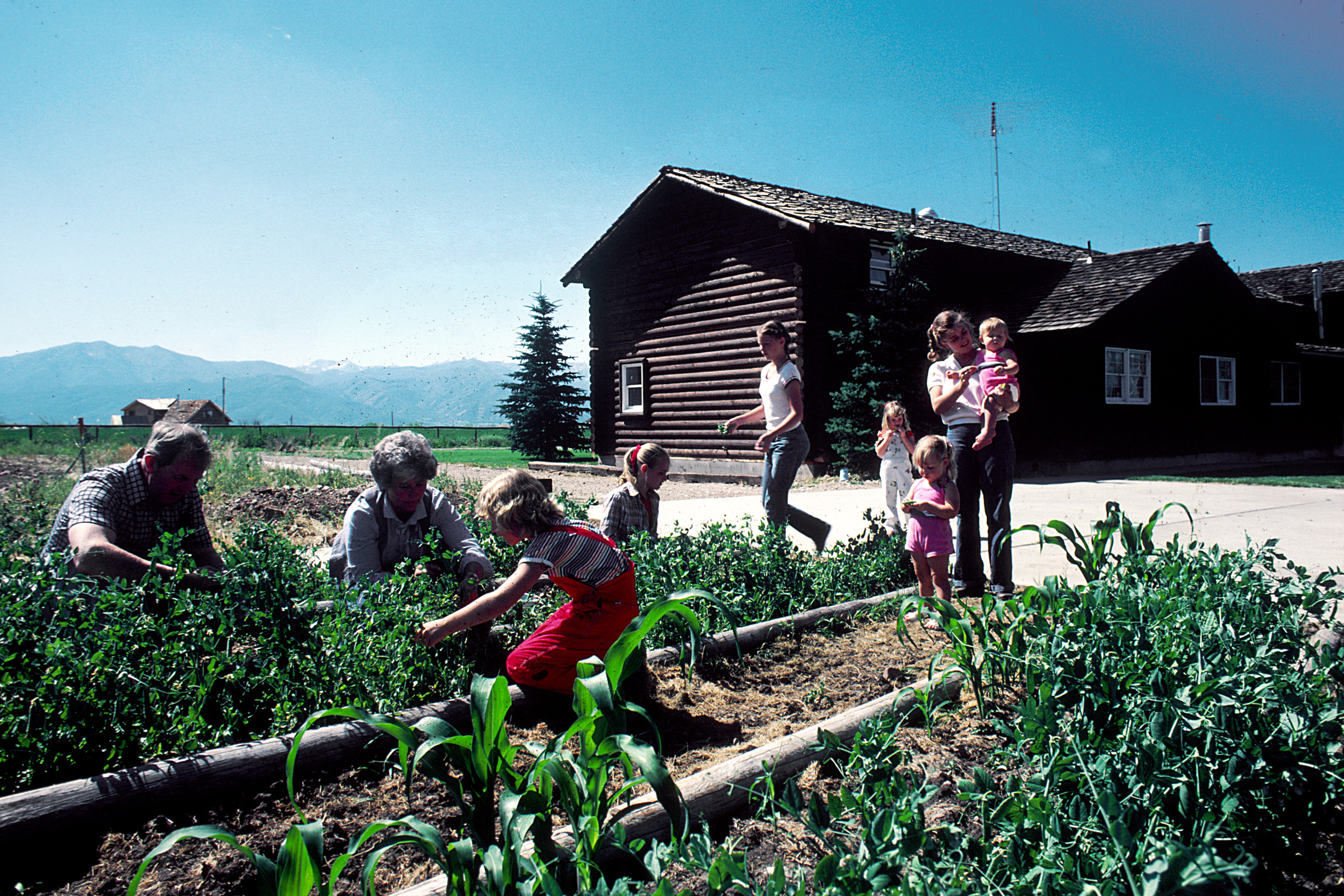
Selbstversorgung mit Gartenprodukten ist auch heute noch – vor allem auf dem Land – eine beliebte Subsistenzstrategie neben der Marktwirtschaft

War die zumindest teilweise Selbstversorgung auf dem Land, in Dörfern und Landstädten für breite Bevölkerungsschichten selbstverständlich, so änderte sich deren Lage in den Städten und vor allem während der Industrialisierung. Da im Europa des 19. Jahrhunderts die Vergütung der Erwerbsarbeit in der Industrie am Rande und unterhalb des Existenzminimums lag, wurden ergänzende Formen der Versorgung in Städten notwendig. Um die Armut und den Hunger in den Städten zu mindern, wurden von sozialreformerisch eingestellten Industriellen und Politikern nach Möglichkeiten gesucht, wie die lohnabhängigen Schichten ihre notwendigen Lebensmittel selbst produzieren könnten. Eine Lösung wurde in der Gartenstadt und im Werkssiedlungsbau, eine andere im Kleingarten gesehen, die zur Ergänzung der Erwerbsarbeit dienen sollten.
In der jüngeren Vergangenheit ist der Gedanke der Selbstversorgung durch die Öko-Anarchisten Murray Bookchin und Colin Ward sowie innerhalb der Debatte um die Subsistenzwirtschaft durch Maria Mies und Veronika Bennholdt-Thomsen aufgegriffen worden. Ein bekannter Selbstversorger der 1970er Jahre war der Engländer John Seymour, der mit seinen Büchern in den 1970er Jahren eine weltweite Selbstversorgungsbewegung in den entwickelten Ländern ausgelöst hat und noch heute vielen Menschen als Vorbild für eine unabhängige Lebensführung dient. In Deutschland bilden die YouTuber Ralf Roesberger, Florian Rigotti und Die Selbstversorgerfamilie aktuelle Beispiele.
Im Zusammenhang mit aktuellen Ressourcenengpässen, Versorgungskrisen, Nahrungsmittelkonkurrenz und Lebensmittelpreisen erlangt die Idee der Selbstversorgung in der Stadt wieder erhöhte Aufmerksamkeit (z. B. Transition Towns). In gleiche Richtung wirkt die Eurokrise mit sinkenden Löhnen und steigender Arbeitslosenquote, die Selbstversorgung wieder als ökonomische Alternative oder Ergänzung erscheinen lassen. Niko Paech fordert im Rahmen der Nachhaltigkeitsdebatte eine teilweise Rückkehr zur Selbstversorgung mittels Gemeinschaftsgärten oder Urbaner Landwirtschaft als Maßnahme zur Lösung sozialer und ökologischer Probleme.

## Rechtsfragen
Das Selbstschutzgesetz vom September 1965 (in Kraft seit Januar 1968) führte die Selbstschutzpflicht der Zivilbevölkerung ein. Nach § 7 Selbstschutzgesetz war jeder Haushaltsvorstand verpflichtet, für sich und die zum Haushalt gehörenden Personen einen für 14 Tage ausreichenden Notvorrat (auch Trinkwasser) bereitzuhalten. Diese gesetzliche Verpflichtung zur Bevorratung für den Notfall endete mit Inkrafttreten des Zivilschutz- und Katastrophenhilfegesetzes im März 1997, das eine Notbevorratung nicht mehr vorsieht.

## Eigenversorgung

### Elektrischer Strom
Das Erneuerbare-Energien-Gesetz (EEG) kennt den synonymen Rechtsbegriff „Eigenversorgung“. Die Eigenversorgung stellt einen speziell geregelten Unterfall eines Letztverbrauchs von elektrischem Strom dar, der nicht von einem Elektrizitätsversorgungsunternehmen geliefert wird. Nach § 3 Nr. 19 EEG ist Eigenversorgung „der Verbrauch von Strom, den eine natürliche oder juristische Person im unmittelbaren räumlichen Zusammenhang mit der Stromerzeugungsanlage selbst verbraucht, wenn der Strom nicht durch ein Netz durchgeleitet wird und diese Person die Stromerzeugungsanlage selbst betreibt“. Letztverbraucher ist jede natürliche oder juristische Person, die Strom verbraucht (§ 3 Nr. 33 EEG).
Voraussetzungen sind die strikte Personenidentität von Anlagenbetreiber (nicht notwendigerweise Eigentümer) und Stromverbraucher, Stromverbrauch im unmittelbaren räumlichen Zusammenhang zur Anlage (etwa dasselbe Gebäude, dasselbe Grundstück oder Betriebsgelände ohne störende Hindernisse), und der Strom wird nicht durch ein öffentliches Stromnetz geleitet. Der wirtschaftliche Vorteil der Eigenversorgung beruht darauf, dass Netznutzungsentgelte, netzentgeltbezogene Abgaben, Konzessionsabgaben und die Stromsteuer sowie die EEG-Umlage teilweise oder ganz entfallen.
Die Netzbetreiber sind gemäß § 61 Abs. 1 EEG berechtigt und verpflichtet, die EEG-Umlage auch von Letztverbrauchern für die Eigenversorgung zu verlangen. Dieser Anspruch entfällt nach § 61a EEG bei Eigenversorgungen, soweit der Strom in der Stromerzeugungsanlage oder in deren Neben- und Hilfsanlagen zur Erzeugung von Strom im technischen Sinn zeitgleich verbraucht wird (Kraftwerkseigenverbrauch), wenn die Stromerzeugungsanlage des Eigenversorgers weder unmittelbar noch mittelbar an ein Netz angeschlossen ist, wenn sich der Eigenversorger selbst vollständig mit Strom aus erneuerbaren Energien versorgt und für den Strom aus seiner Anlage, den er nicht selbst verbraucht, keine Zahlung in Anspruch nimmt oder wenn Strom aus Stromerzeugungsanlagen mit einer installierten Leistung von höchstens 10 Kilowatt erzeugt wird, für höchstens 10 Megawattstunden selbst verbrauchten Stroms pro Kalenderjahr; dies gilt ab der Inbetriebnahme der Stromerzeugungsanlage für die Dauer von 20 Kalenderjahren zuzüglich des Inbetriebnahmejahres.
Gänzlich von der EEG-Umlage befreit sind mithin speziell geregelte Eigenversorgungs-Sonderkategorien: der zeitgleiche Kraftwerkseigenverbrauch, die Eigenversorgung aus Inselanlagen (die keinen Strom ins Netz liefern und aus dem Netz keinen Strom beziehen), die vollständige Eigenversorgung mit Strom aus erneuerbaren Energien und kleine Eigenversorgungsanlagen bis zu einer Bagatellgrenze (§ 61 Abs. 2 EEG).

### Wasser
Im offiziellen Sprachgebrauch wird auch die Nutzung von Regenwasser, Brunnenwasser, Grauwasser oder Schichtenwasser als Eigenversorgung und die Regen- oder auch Brauchwassernutzungsanlage mit Entnahmestellen im Wohnhaus als Eigenversorgungsanlage bezeichnet, die dem zuständige Wasserversorgungsunternehmen anzuzeigen ist. Häufig ist zusätzlich eine (Teil-)Befreiung von Anschluss- bzw. Benutzungszwang zu beantragen.

## Wirtschaftliche Aspekte
Selbstversorgung setzt voraus, dass keine Nachfrageüberhänge und keine Angebotslücken bestehen, es mithin zur absoluten Markträumung kommt. Es darf zudem keine Lieferengpässe und sonstigen Engpässe geben. Teil der Selbstversorgung ist auch die Lagerhaltung durch Vorratshaltung von Notvorräten, auf Bundesebene durch die zivile Notfallreserve. Gemessen wird die Selbstversorgung durch den Selbstversorgungsgrad, der angibt, wie hoch der Verbrauch durch Inlandsproduktion gedeckt ist. Die Selbstversorgung zielt bei strategisch wichtigen Gütern wie Agrarprodukten, sonstigen Nahrungsmitteln, Energie oder Trinkwasser darauf ab, Versorgungssicherheit bzw. Energiesicherheit zu erlangen, um nachteilige Importabhängigkeiten zu reduzieren oder ganz zu vermeiden. Die Erfahrung hat gezeigt, dass einseitige monostrukturelle Importabhängigkeiten (Ölpreiskrisen 1973, 1979/1980) zu Versorgungskrisen mit gravierenden gesamtwirtschaftlichen Auswirkungen führen können.

## Pflegebedürftigkeit
Selbstversorgung ist auch ein Rechtsbegriff, der nach § 14 Abs. 2 Nr. 4 SGB XI eines der Ausschlusskriterien für die Pflegebedürftigkeit darstellt.